# Hedwige de Legnica
 Hedwige de Legnica (polonais : Jadwiga Legnicka, (née vers 1351 - † 1er août 1409) est une princesse polonaise issue de la dynastie des Piast de Silésie qui règne comme douairière sur Żagań, Krosno Odrzańskie et Świebodzin de 1393 à 1403.

## Biographie
Hedwige est la fille du duc Venceslas Ier de Legnica et de Anne de Cieszyn, fille du duc Casimir Ier de Cieszyn. Elle épouse le 10 février 1372 Henri VI l'Ainé. Cette union ne fut pas très heureuse et après la mort prématurée de leur fille unique à une date indéterminée comprise entre 1372 et 1390 les époux cessent la vie commune. Hedwige demeure à Żagań alors que le duc Henri VI réside à Krosno Odrzańskie. À sa mort en 1393 Henri VI l'Ainé lui cède cependant comme douaire ou Oprawa wdowia l'ensemble de ses possessions où elle règne jusqu'en 1403, année où elle renonce à la détention des domaines de son douaire en faveur des neveux d'Henri VI: Jean Ier de Żagań et ses frères cadets qui y règnent conjointement. Elle meurt le 1er août 1409.

## Sources
- (de) Europäische Stammtafeln Vittorio Klostermann, Gmbh, Francfort-sur-le-Main, 2004  (ISBN 3465032926),  Die Herzoge von Glogau †1476, und Sagan †1504 des Stammes der Piasten  Volume III Tafel 13 & Die Herzoge von Schlesien, in Liegnitz 1352-1596, und in Brieg 1532-1586 des Stammes des Piasten Volume III Tafel 10.